# 马萨伦巴达
马萨伦巴达（義大利語：Massa Lombarda），是意大利拉韦纳省的一个市镇。总面积37平方公里，人口10,501人，人口密度283.8人/平方公里（2009年）。ISTAT代码为039013。